# The Washington Companies
The Washington Companies ist eine US-amerikanische Unternehmensgruppe, die unter anderem im Schienen- und Seetransport, in der Luftfahrttechnologie und in der Montanindustrie tätig ist.

## Geschichte
Im Jahr 1964 gründete Dennis Washington die Washington Construction Company, die Straßen für die Forstverwaltung der Vereinigten Staaten instand setzte. Im Laufe der Jahre wurde das Leistungsspektrum ausgeweitet und die Washington Construction Company half bei der Fertigstellung ganzer Interstate-Abschnitte mit und erbrachte Bauleistungen für das Bergbaugewerbe. Das entstehende Firmengeflecht wurde in Washington Contractors Group umbenannt, aus der heraus sich die Washington Construction Group entwickelte. Diese umfasste die klassischen Bautätigkeiten des Konzerns. Die Unternehmensgruppe diversifizierte ihren Tätigkeitsbereich ab den 1970er Jahren zusehends und übernahm verschiedene Firmen im Transportsektor, dem Bergbau und dem Maschinenhandel. 
Im Jahr 1996 übernahm die Washington Construction Group den ehemals weitaus größeren Mischkonzern Morrison-Knudsen, der kurz zuvor Insolvenz anmelden musste. Die fusionierte Gesellschaft nahm den Namen Washington Group International an. Die Akquisition der Bausparte des Raytheon-Konzerns brachte Washington Group International im Jahr 2001 aufgrund unentdeckter Verbindlichkeiten der ehemaligen Raytheon-Tochter selbst in eine schwerwiegende finanzielle Schieflage, an deren Ende die Insolvenz der Washington Group International stand. Nach einer Reorganisation wurde das Unternehmen 2007 an die URS Corporation veräußert.
Nicht von der Insolvenz betroffen waren alle anderen Teile des Konglomerats, die sich damit weiterhin unter der Kontrolle Dennis Washingtons befanden. Diese sind heute Teil von The Washington Companies.

## Struktur
| Unternehmen            | Branche                  |
| ---------------------- | ------------------------ |
| Aviation Partners      | Luftfahrzeugtechnik      |
| Dominion Diamond Mines | Bergbau                  |
| Envirocon              | Umwelttechnik            |
| Modern Machinery       | Handel mit Großmaschinen |
| Montana Rail Link      | Schienenverkehr          |
| Montana Resources      | Bergbau                  |
| Seaspan                | Schiffbau, Seetransport  |
| Seaspan Corporation    | Bereederung              |
| SRY Rail Link          | Schienenverkehr          |